# ダミアン・マクイナリ
ダミアン・マクイナリ（Damian McInally、1975年12月23日 - ）は、オーストラリアのラグビーユニオン選手。

## プロフィール
- オーストラリア・ブリスベン出身[1]。
- ポジションはフルバック(FB) 。
- 身長 187cm、体重 90kg
- 7人制オーストラリア代表に選ばれたことがある。

## 経歴
セントローレンス高校、サザンクロス大学、レッズ、ブランビーズを経て、2004年、クボタスピアーズに加入。同年12月4日に行われたジャパンラグビートップリーグ第8節の神戸製鋼コベルコスティーラーズ戦にて途中出場で日本での公式戦初出場を果たす。
2009年、クボタスピアーズを退団した。

## 受賞歴
- 2005-06最多トライゲッター
- 2006-07トップリーグベスト15